# Riverside 500 1963
Riverside 500 1963 var ett stockcarlopp ingående i Nascar Grand National Series (nuvarande Nascar Cup Series) som kördes 20 januari 1963 på den 2,7 mile (4,345 meter) långa road course-banan Riverside International Raceway i Riverside i Kalifornien. Totalt avverkades 499,5 miles (803,867 km)  fördelat på 185 varv. Banunderlaget var asfalt. Loppet vanns av Dan Gurney i en Ford på tiden 5:53:20 körande för Holman-Moody. Gurneys snitthastighet var 84,965 mph. Prispotten uppgick till 50 265 dollar, varav 14 400 dollar gick till segraren.

## Resultat
| Plc     | Nr | Förare           | Team/ bilägare        | Konstruktör | Start | Varv | Ledda varv |
| ------- | -- | ---------------- | --------------------- | ----------- | ----- | ---- | ---------- |
| 1       | 28 | Dan Gurney       | Holman-Moody          | Ford        | 11    | 185  | 120        |
| 2       | 02 | A.J. Foyt        | Nichels Engineering   | Pontiac     | 2     | 185  | 2          |
| 3       | 14 | Troy Ruttman     | Stroppe Motorsports   | Mercury     | 17    | 184  | 0          |
| 4       | 22 | Fireball Roberts | Matthews Racing       | Pontiac     | 3     | 184  | 13         |
| 5       | 7  | Bobby Johns      | Shorty Johns          | Pontiac     | 25    | 182  | 0          |
| 6       | 11 | Ned Jarrett      | Burton-Robinson       | Ford        | 8     | 181  | 0          |
| 7       | 5  | Billy Wade       | Owens Racing          | Dodge       | 21    | 180  | 0          |
| 8       | 54 | Jimmy Pardue     | Pete Stewart          | Pontiac     | 6     | 179  | 0          |
| 9       | 1  | Danny Letner     | i.u.                  | Mercury     | 28    | 179  | 0          |
| 10      | 98 | Joe Ruttman      | Carl Dane             | Mercury     | 30    | 176  | 0          |
| 11      | 97 | Ron Hornaday     | Frank Galpin          | Ford        | 26    | 176  | 0          |
| 12      | 0  | Dave MacDonald   | Holman Moody          | Chevrolet   | 13    | 176  | 0          |
| 13      | 38 | Bob Perry        | Bob Perry             | Mercury     | 39    | 175  | 0          |
| 14      | 70 | Bob Ross         | Bob Ross              | Pontiac     | 32    | 175  | 0          |
| 15      | 4  | Rex White        | Rex White             | Chevrolet   | 18    | 173  | 0          |
| 16      | 19 | John Rostek      | John Rostek           | Ford        | 27    | 172  | 0          |
| 17      | 12 | Art Watts        | i.u.                  | Ford        | 10    | 171  | 0          |
| 18      | 34 | Wendell Scott    | Scott Racing          | Chevrolet   | 33    | 169  | 0          |
| 19      | 61 | Richard Brown    | i.u.                  | Chevrolet   | 43    | 166  | 0          |
| 20      | 50 | Harold Beal      | i.u.                  | Dodge       | 41    | 164  | 0          |
| 21      | 51 | Scotty Cain      | Scotty Cain           | Ford        | 31    | 162  | 0          |
| 22      | 21 | Fred Lorenzen    | Wood Brothers Racing  | Ford        | 16    | 158  | 0          |
| 23      | 27 | Marshall Sargent | i.u.                  | Pontiac     | 34    | 157  | 0          |
| 24      | 8  | Joe Weatherly    | Bud Moore Engineering | Pontiac     | 5     | 148  | 0          |
| 25      | 26 | Carl Joiner      | Marquardt Racing      | Chevrolet   | 40    | 143  | 0          |
| 26      | 10 | Jim Cook         | Floyd Johnson         | Dodge       | 38    | 143  | 0          |
| 27      | 75 | Jim Hurtubise    | i.u.                  | Pontiac     | 9     | 142  | 0          |
| 28      | 20 | Jack Norton      | Jack Norton           | Chevrolet   | 42    | 140  | 0          |
| 29      | 40 | Eddie Pagan      | Dick Getty            | Chevrolet   | 35    | 137  | 0          |
| 30      | 88 | Don Noel         | i.u.                  | Mercury     | 24    | 126  | 0          |
| 31      | 33 | Clem Proctor     | Clem Proctor          | Pontiac     | 7     | 122  | 0          |
| 32      | 80 | Sal Tovella      | Tom Hawkins           | Ford        | 23    | 116  | 0          |
| 33      | 6  | David Pearson    | Owens Racing          | Dodge       | 20    | 113  | 0          |
| 34      | 25 | Bill Clifton     | Bill Clifton          | Ford        | 44    | 111  | 0          |
| 35      | 2  | Bill Foster      | Cliff Stewart Racing  | Pontiac     | 34    | 91   | 0          |
| 36      | 41 | Jim Paschal      | Petty Enterprises     | Plymouth    | 19    | 81   | 0          |
| 37      | 15 | Parnelli Jones   | Stroppe Motorsports   | Mercury     | 12    | 78   | 39         |
| 38      | 77 | Marvin Porter    | Vel Miletich          | Ford        | 22    | 67   | 0          |
| 39      | 01 | Paul Goldsmith   | Nichels Engineering   | Pontiac     | 1     | 59   | 3          |
| 40      | 07 | Len Sutton       | Nichels Engineering   | Pontiac     | 4     | 49   | 0          |
| 41      | 43 | Richard Petty    | Petty Enterprises     | Plymouth    | 15    | 27   | 0          |
| 42      | 23 | Danny Weinberg   | Carl Dane             | Pontiac     | 14    | 27   | 0          |
| 43      | 62 | Curtis Crider    | Curtis Crider         | Mercury     | 36    | 26   | 0          |
| 44      | 44 | Lloyd Dane       | Lloyd Dane            | Chevrolet   | 29    | 8    | 0          |
| Källor: |    |                  |                       |             |       |      |            |